# أنجيلا تشانغ
أنجيلا تشانغ (بالإنجليزية: Angela Chang) (و. 1982 – م) هي مغنية، وممثلة، وممثلة تلفزيونية، وممثلة أفلام، من تايوان، ولدت في تاويون.

## وصلات خارجية
- أنجيلا تشانغ على موقع IMDb (الإنجليزية)
- أنجيلا تشانغ على موقع ميوزك برينز (الإنجليزية)
- أنجيلا تشانغ على موقع ديسكوغز (الإنجليزية)
- أنجيلا تشانغ على موقع قاعدة بيانات الفيلم (الإنجليزية)